# Metacantharis raptor
Metacantharis raptor is een keversoort uit de familie soldaatjes (Cantharidae). De wetenschappelijke naam van de soort werd in 1870 gepubliceerd door Ballion.